# 163 (عدد)
163 هو عدد صحيح. طبيعي بين 162 و164

## في الرياضيات

### خصائص
- 163عدد أولي
- 163عدد فردي
- 163عدد ناقص